# Netopýr východní
Netopýr východní nebo netopýr ostrouchý (Myotis blythii) je druh netopýra z čeledi netopýrovitých.

## Areál rozšíření
Obývá Jižní Evropu a Asii. Na Slovensku se vyskytuje na celém území ale zejména na východě a jihovýchodě. Obývá podkroví a jeskyně.

## Poddruhy
- Myotis blythii oxygnathus (Monticelli, 1885) – kontinentální Evropa, menší forma[4]
- Myotis blythii Omari (Thomas 1905) – Blízký Východ, větší forma[4]
- Myotis blythii blythii (Tomes, 1857; Benda & amp; Horáček, 1995) – Asie, menší forma[4]
- Myotis blythii punicus (Felten, 1977) – Maghreb, Korsika, Sardinie a Malta, malé zubní odlišnosti[4]
- Myotis blythii Ancilia (Thomas, 1910)[5]
- Myotis blythii lesviacus (Iliopoulou, 1984)[5]